# Bostoendra

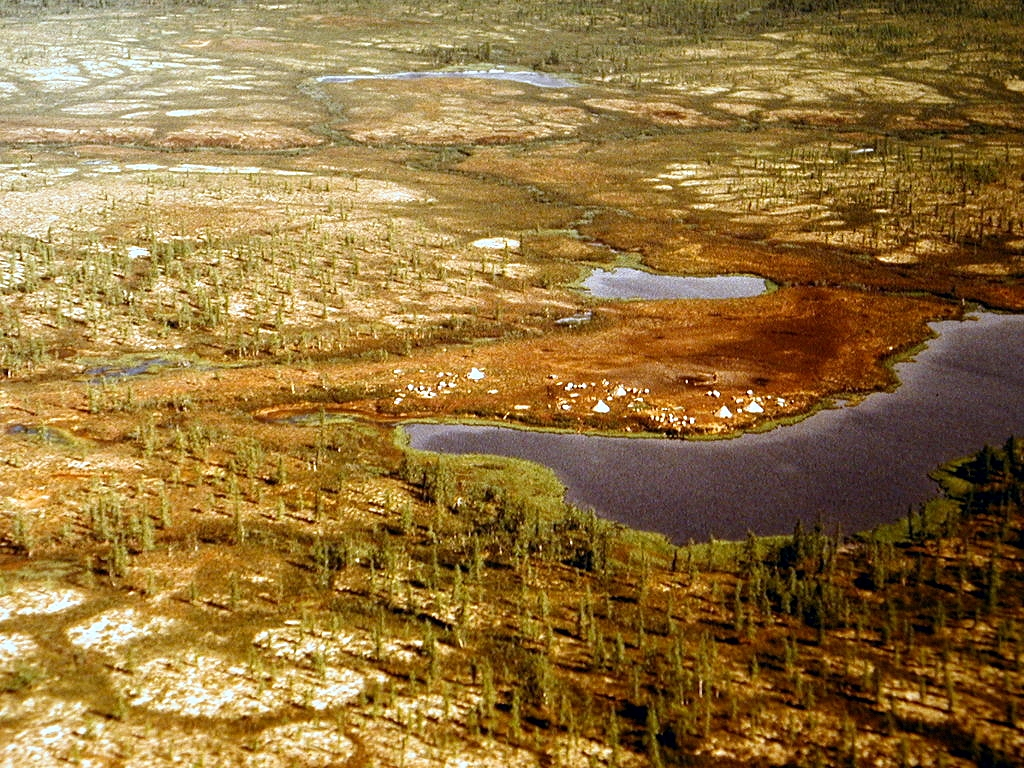
Bostoendra in Rusland

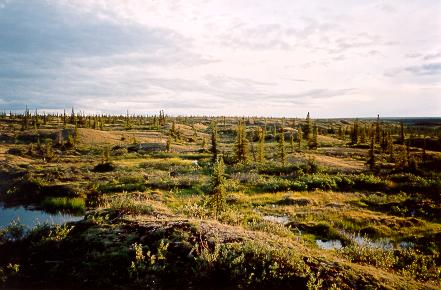
Bostoendra in Canada nabij nationaal park Tuktut Nogait

Bostoendra is een subarctische landschapsvorm die zich als een gordel uitspreidt ten zuiden van de arctische zone. Deze gordel is 30 tot 300 kilometer breed in noord-zuid richting en bestaat uit schaarse bossen, afgewisseld met struiktoendra en gewone toendra. Door verschillende wetenschappers wordt het traditioneel geplaatst als subzone onder ofwel de toendra of de taiga, maar meer recentelijk is de term 'bostoendra' meer in gebruik geraakt. De gordel spreidt zich uit over Noord-Amerika en in Rusland vanaf het schiereiland Kola naar de monding van de rivier de Indigirka, met ten oosten daarvan verspreid liggende stukken bostoendra. De gemiddelde jaarlijkse neerslag in bostoendragebieden bedraagt slechts 200 tot 350 mm, maar door de geringe verdamping in deze koele streken, is er een neerslagoverschot; door de grotendeels bevroren ondergrond kan het water bovendien moeilijk wegzakken.  Bostoendra is dus vochtig en 10 tot 60% van de oppervlakte bestaat uit meren.
De gemiddelde luchttemperatuur bedraagt 10 tot 12°C in juli en, afhankelijk van de sterkte van het landklimaat, -10 tot -40°C in januari. Met uitzondering van enkele zeldzame gebieden die wel ontdooien, wordt het gebied overal gekenmerkt door permafrost. De bodems bestaan uit turf-gley, turf-moerassen en, onder de lichte bossen, uit gley-podzol.
Struikachtige toendras en dunbegroeide gebieden wisselen in samenhang met de breedtegraadzoneringen. In het oostelijke deel van de Noord-Amerikaanse bostoendra groeien dwergberken (Betula nana), poolwilgen (Salix polaris) en coloradozilversparren (Abies concolor) en zwarte sparren (Picea mariana) en in het westelijke deel balsemsparren (Abies balsamea). Op het Kolaschiereiland ruwe berken (Betula pendula); ten oosten van de Oeral; sparren; in West-Siberië sparren en Siberische sparren (Abies siberica); ten oosten van het Poetoranagebergte Oostsiberische lariksen (Larix gmelinii) en dwergberken; ten oosten van de Lena Cajander lariksen (Larix cajanderi Mayr) met dwergberken en Elzen (Alnus) en ten oosten van de Kolyma groeit een gemengde Siberische dwergdenvegetatie (Pinus pumila). In het gebied leven vooral lemmingen en verder, verspreid over de verschillende gebieden; rendieren, poolvossen, moerassneeuwhoenen en Alpensneeuwhoenen, sneeuwuilen en een grote variëteit aan migranten en kleine vogels die in de struiken leven.